# Kanal Lokal Göteborg
Kanal Lokal Göteborg sände TV i Göteborgsområdet under moderbolaget Kanal Lokal. Ambitionen var att etablera lokal-tv på riktigt i Sverige: nyheter, nöje, sport och information som är lokal och som inte bara exponeras i tv-tablån i så kallade "fönster" i en rikskanal. Programmen som sändes var bl.a. 
Morrongänget (senare Rivstart), Åbymagasinet och Lycka till. Man sände även en julkonsert från Marstrands kyrka julen 2007. Kanalen startade den 15 december 2005.

## Kanal lokals sändningar upphör
Den 19 januari 2009 upphörde Kanal Lokals sändningar.
Orsaken till nedläggningen var det finansiella klimatet som gjorde det omöjligt att få in ytterligare finansiering som krävdes för att bedriva lokal TV med hög kvalitet. Tittandet hade dock ökat med 35% till ca 1,3 miljoner.

## Program
- MorronGänget – Direktsänt radioprogram i TV mellan 07.00 och 09.00
- Klubb Göteborg FC
- Klubb TV IFK
- Klubb TV Frölunda
- Klubb TV Gais
- Göteborgs topp 10 – Topplisteprogram, programledare Sammy Jankis Fairy Fairy Jr Jr.
- Göteborgspatrullen – Bevakade stort som smått i Göteborg med omnejd.
- Lycka Till med Peter Apelgren – Humorprogram med sketcher och gäster.